# 왕곡면
왕곡면(旺谷面)은 대한민국 전라남도 나주시의 면이다.

## 개요
왕곡면은 나주 시청 소재지에서 서남쪽으로 약 8km 떨어진 곳에 위치하고 있다. 동쪽은 세지면과 접해 있고 남쪽은 반남면, 영암군 신북면, 서쪽은 공산면, 북쪽은 영산강을 경계로 하여 다시면, 이창동과 접해 있다.

## 행정 구역
- 덕산리(德山里)
- 본양리(本良里)
- 송죽리(松竹里)
- 신가리(新佳里)
- 신원리(新院里)
- 신포리(新浦里)
- 양산리(良山里)
- 옥곡리(玉谷里)
- 월천리(月川里)
- 장산리(長山里)
- 행전리(杏田里)
- 화정리(化丁里)